# Saint-Michel (Charente)
 Saint-Michel  es una comuna francesa del departamento de Charente, en la región de Nueva Aquitania.

## Demografía
| 2 305 | 2 702 | 2 846 | 3 238 | 3 125 | 2 960 | 3 113 | 3 270 |
| Para los censos de 1962 a 1999 la población legal corresponde a la población sin duplicidades (Fuente: INSEE [Consultar]) |       |       |       |       |       |       |       |

## Personas destacadas
- François Gabart, regatista